# Torre del Tempio

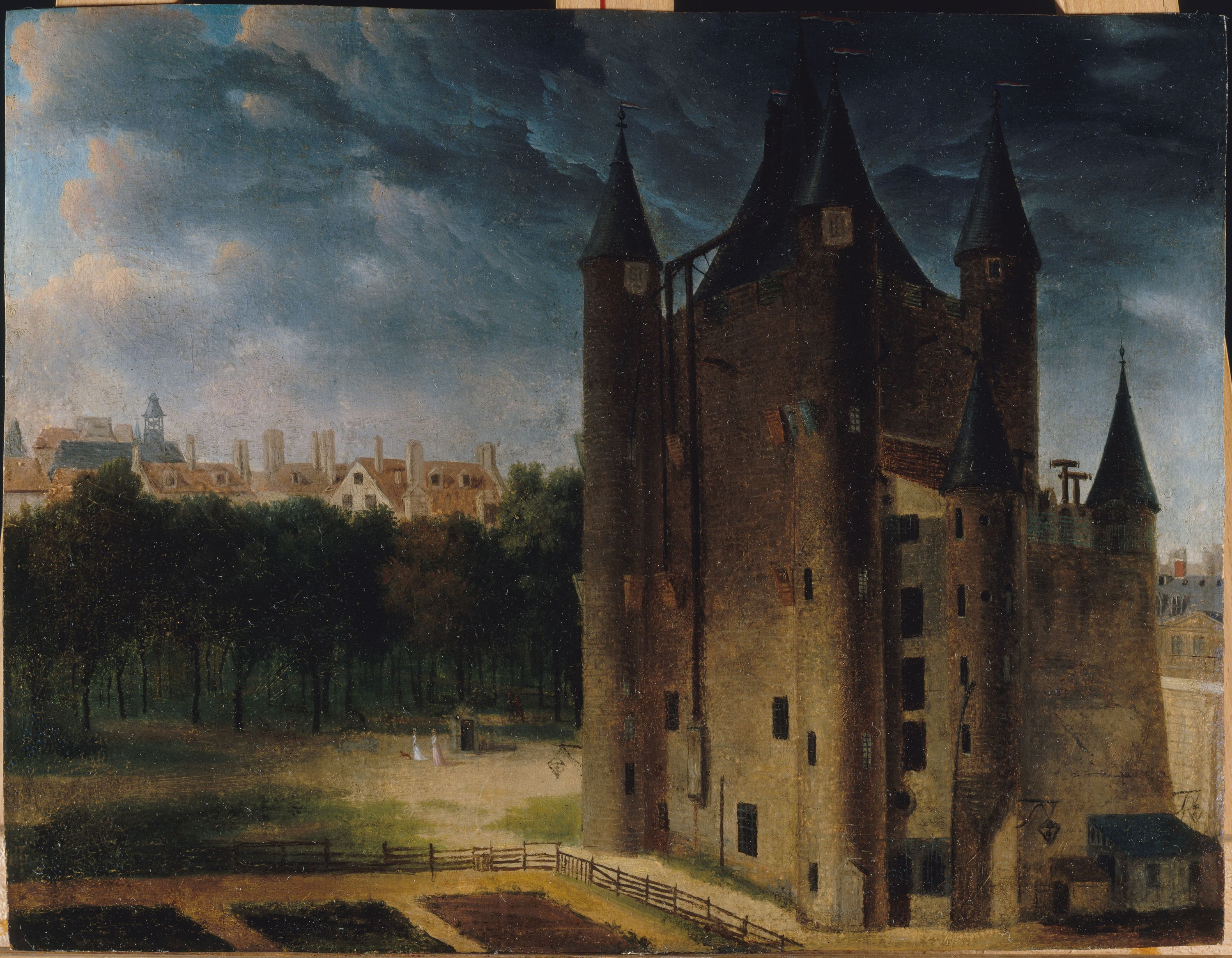
Veduta della Gran Torre verso il 1795.

La Torre del Tempio era una delle strutture che componevano la cittadella fortificata costruita dall'Ordine dei Templari alla metà del XII secolo nella periferia settentrionale della città di Parigi. Dopo alterne vicende e soppresso l'Ordine nel 1314, la torre passò insieme all'intera commenda in mano all'Ordine degli Ospedalieri. La sua celebrità è dovuta al fatto che durante la rivoluzione francese in essa vennero incarcerati, fra altri, anche i membri della famiglia reale francese fra il 1792 e il 1793: ogni regime ha la sua Bastiglia e la repubblica scelse il Tempio. La torre era situata nel III arrondissement di Parigi sull'attuale Square du Temple - Elie Wiesel, fra le odierne: rue Eugène Spuller, rue Perrée, rue du Temple e rue de Bretagne. La torre fu fatta abbattere per ordine di Napoleone Bonaparte nel 1808.

## La torre al tempo della Rivoluzione

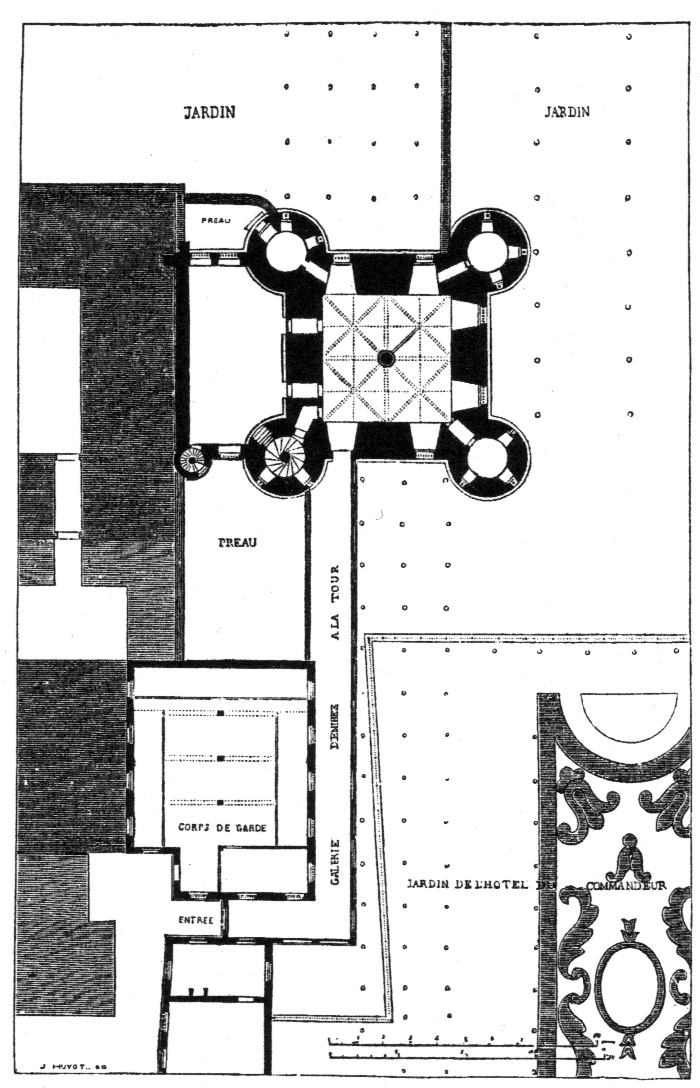
Pianta a livello stradale della Gran Torre del Tempio nel 1793.

Al fondo del palazzo del Gran Priore si notava il possente torrione dei Templari e, sulla sinistra, la cosiddetta Tour de César ed il campanile della cappella costruita sul modello della Basilica del Santo Sepolcro di Gerusalemme.

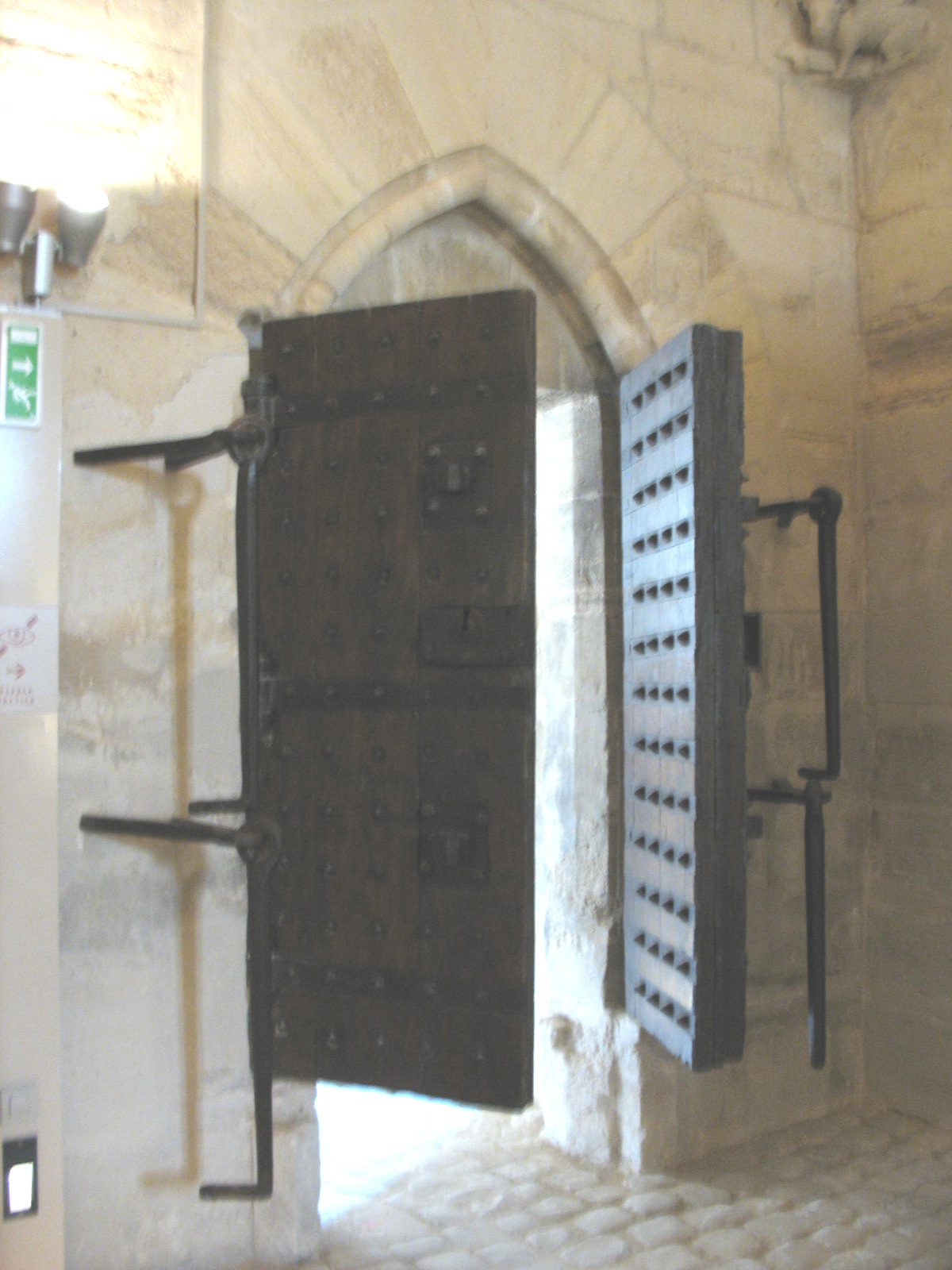
Porte della Gran Torre conservate al Castello di Vincennes.

Bisognava passare dal palazzo del Gran Priore per giungere al muro di cinta della Torre del Tempio. Il muro era interrotto da un portone su un passo carraio, rinforzato da barre di ferro, munito di una grossa serratura e di una porta per soli pedoni, il tutto controllato, al tempo della Rivoluzione, da due guardiani. Si entrava quindi nel giardino, ove appariva l'imponente mole della Gran Torre, fiancheggiata dalle quattro torricelle dal tetto a cono, dotate di feritoie e strette finestre.
Le canne fumarie correvano lungo il muro, aumentando l'aspetto arcigno della costruzione. Banderuole sormontavano i colmi della Torre e delle quattro torricelle.

### La Grande Torre
Questa si ergeva ad una delle estremità dell'antico complesso monastico (all'altezza dell'attuale Palazzo comunale). La Torre era una robusta costruzione feudale, alta circa 50 metri, i cui muri avevano uno spessore medio di 4 metri ed era costituita da quattro piani le cui volte ad ogiva poggiavano su un pilastro centrale. Essa era fiancheggiata da quattro torricelle a base circolare, delle quali una rinchiudeva una scala collimante. La torre rimase inutilizzata per secoli finché l'11 agosto 1792 un imprenditore, Pierre-François Palloy, detto il Patriota, venne incaricato della sua ristrutturazione. Egli aveva diviso ciascun piano in più parti, mediante tramezzi ricoperti di cartoni dipinti, e nascoste le volte, troppo alte, con falsi soffitti.

### La Piccola Torre
Attaccata alla facciata della Grande Torre, la Piccola Torre, la cui stretta costruzione era fiancheggiata da due torricelle, non comunicava con la Grande Torre, dettaglio questo di una certa importanza. Essa aveva un pianoterra sul quale si sviluppavano altri quattro piani. Fu in questa torre che la famiglia reale francese venne imprigionata il 13 agosto 1792: il re, Luigi XVI, vi rimase fino al 26 settembre dello stesso anno, mentre la famiglia rimase fino al 26 ottobre.

### Attribuzione dei piani della Piccola Torre

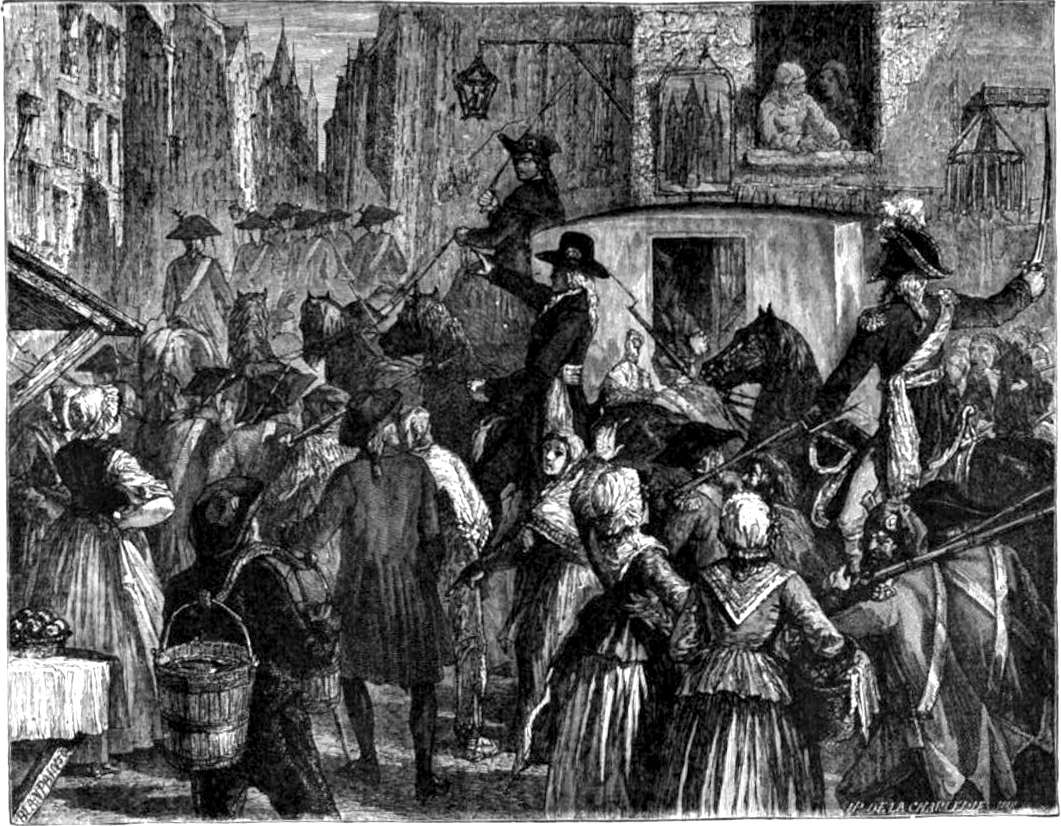
Trasferimento della famiglia reale al Tempio il 26 ottobre 1792.

La famiglia reale e i suoi compagni di carcere furono inizialmente ospitati nella piccola torre.
Il 13 agosto 1792 i piani della Petite Tour furono attribuiti come segue:
- Il primo fu assegnato alle tre dame di camera: Mmes Bazire, Navarre, Thibaud
- Il secondo fu assegnato alla regina Maria Antonietta ed alla figlia Maria Teresa. Era la vecchia camera di Barthélémy, archivista dell'Ordine di Malta, che era stato espulso dal suo domicilio dagli agenti della Comune. Allo stesso piano la principessa di Lamballe dormiva nell'anticamera sopra una branda, Luisa Elisabetta di Croÿ di Tourzel, governante dei figli del re, ed il delfino Louis-Charles, condividevano la stessa camera.[2] Vi era un vano per la toilette ed un guardaroba.
- Il terzo piano fu assegnato al re, che dormiva solo, sopra un letto a baldacchino. Madame Élisabeth, sorella del re, condivideva la sua camera con la figlia di Luisa Elisabetta di Croÿ di Tourzel, Pauline de Tourzel. I valletti François Hue e Chamilly dormivano in un piccolo stanzino che dava su un'anticamera. Questo piano era anch'esso dotato di un gabinetto e di un guardaroba. Inoltre, il re disponeva di una stanza di lettura ricavata in una delle torricelle.

### Assegnazione dei piani della Grande Torre

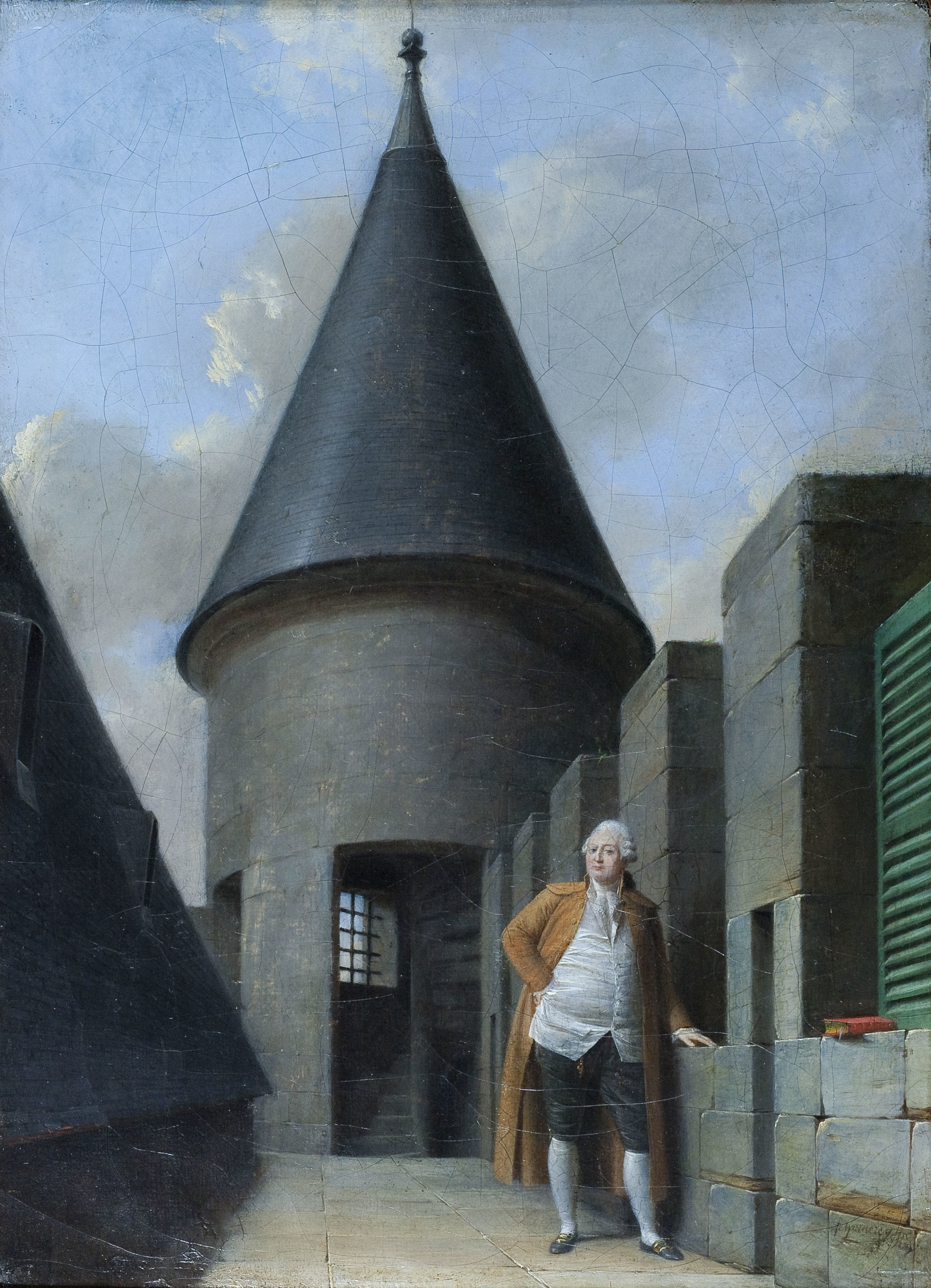
Luigi XVI nella Torre del Tempio, di Jean-François Garneray.

La Comune di Parigi ne fece la prigione della famiglia reale. Il 26 settembre 1792, Luigi XVI venne trasferito nella Grande Torre, seguito un mese dopo dalla consorte, Maria Antonietta, e dai figli.
Il piano terra.
- Il piano terra non era stato ristrutturato. Il consiglio di sorveglianza del Tempio vi s'installò l'8 dicembre del 1792. Quest'ampia parte di circa 60 metri era ammobiliata con quattro letti destinati ai commissari, un bureau, un leggìo per Jean-Baptiste Cléry, cameriere personale del re, di armadi, uno dei quali contenente i registri. Era in questa sala che i funzionari municipali consumavano i loro pasti in compagnia degli ufficiali della Guardia nazionale francese, in servizio presso il Tempio.

Il primo piano
- Il primo piano ospitava il corpo di guardia, una quarantina di uomini che dormivano su letti da campo. Come il piano terra, questo piano non era stato ristrutturato. Alcuni campanelli collegavano il corpo di guardia con la sala del consiglio e con gli appartamenti della famiglia reale. Tutti i piani erano serviti da una sola scala.

Il secondo piano
- Era contornato da tre torrette. Fu assegnato al re. Un corridoio a gomito, sbarrato da due porte, una in ferro e l'altra in legno di quercia, dava accesso alla scala. Il piano era costituito da quattro parti, ognuna delle quali prendeva luce da una finestra con grata ed in parte ostruita da un abat-jour a forma di cappa. Nell'anticamera era stato affisso un manifesto con la Dichiarazione dei diritti dell'uomo e del cittadino del 1789 riquadrato dal tricolore. Questa parte era costruita in pietra ed era ammobiliata da quattro sedie, da uno scrittoio e da un tavolo da trictrac. Un tramezzo a vetri la separava dalla sala da pranzo. La camera del re era tappezzata di un giallo vivace e comunicava con l'anticamera tramite una doppia porta a battenti e rimaneva aperta tutto il giorno per facilitare la sorveglianza. Questa parte era dota di un caminetto che stava di fronte alla porta, sormontato da una specchiera. Il letto del re era posto contro il tramezzo. In prolungamento del letto del re vi era una branda destinata al Delfino. I mobili provenivano dal Palazzo del Gran Priore dell'Ordine di Malta. Una torretta serviva da oratorio. Dopo la camera del re si trovava quella di Jean-Baptiste Cléry. Un'altra torretta serviva da guardaroba e la terza da legnaia.

Il terzo piano

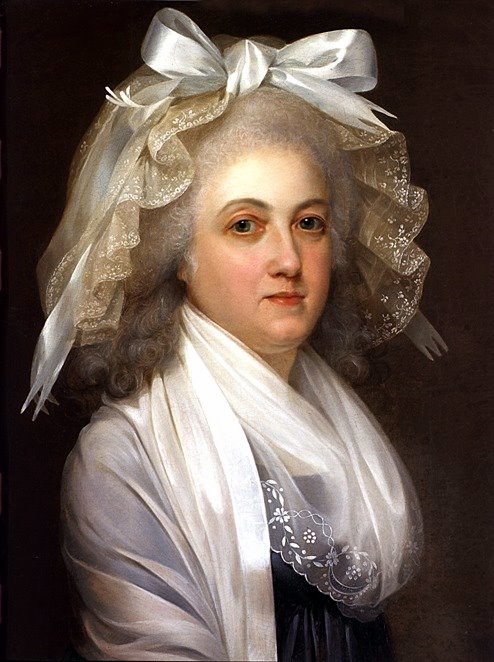
Maria Antonietta, dipinto alla Tour du Temple, attribuito a Kucharski.

- Questo era il piano riservato alla regina, alla figlia e alla cognata, Elisabetta di Francia. L'appartamento aveva la medesima superficie di quello del re, ma non ne era la riproduzione esatta. Un'anticamera identica precedeva la camera della regina, sita sopra quella del re, ed aveva anch'essa una doppia porta. Era ammobiliata con un tavolo, un letto ed alcuna sedie. La tappezzeria della camera era dipinta di fiori verdi su fondo blu, aveva una porta a due battenti ed un caminetto. Vi era stato piazzato il letto di Maria Teresa di Francia in un angolo, poco più di una cuccetta. Vi era un canapè, un comodino, un paravento e due tavolini da notte. Una torretta serviva da gabinetto. La camera scura di Madame Élisabeth era sita sopra la camera di Cléry, era provvista di un caminetto, di un letto di ferro, di un comodino, un tavolo, due poltrone e due sedie.

Il quarto piano
- Era libero e veniva utilizzato come granaio. Tra i merli e la falda del tetto di ardesia correva un cammino di ronda. All'inizio della prigionia, era consentito alla famiglia del re andarvi a passeggiare e a questo scopo il Consiglio del Tempio aveva fatto sistemare fra i merli alcune tavole in legno per impedire la vista dei reali dall'esterno.[3]

I commissari, designati ogni sera dal Comune, disponevano ciascuno di una camera e di una sala riunione per tutti.
Nel fabbricato ove si apriva la grande porta del complesso e che correva lungo la via del Tempio, si trovavano gli alloggiamenti dei portieri, l'economato e le cucine. La truppa aveva stabilito il suo quartier generale nel Palazzo del Gran Priore. Essa comprendeva un comandante generale, un capo di legione, un aiutante generale, un aiutante maggiore, un portabandiera, venti artiglieri per due cannoni, 287 uomini in tutto contando anche gli ufficiali subalterni, i sottufficiali e i soldati semplici. Questa era designata a turno dalle otto divisioni della Guardia Nazionale di Parigi.

## La partenza della famiglia reale e dei suoi accompagnatori dal Tempio
La notte del 19 agosto 1792 a mezzanotte lasciano il primo e il secondo appartamento della piccola torre: Madame Navarre, Madame Thiboud, Mmes Bazire, Madame Tourzel e la figlia Pauline de Tourzel, e la principessa de Lamballe, trasferite nella prigione della Petite Force, fino al settembre 1792, quando furono liberati tutti tranne la Lamballe che verrà brutalmente uccisa il 3 settembre 1792.

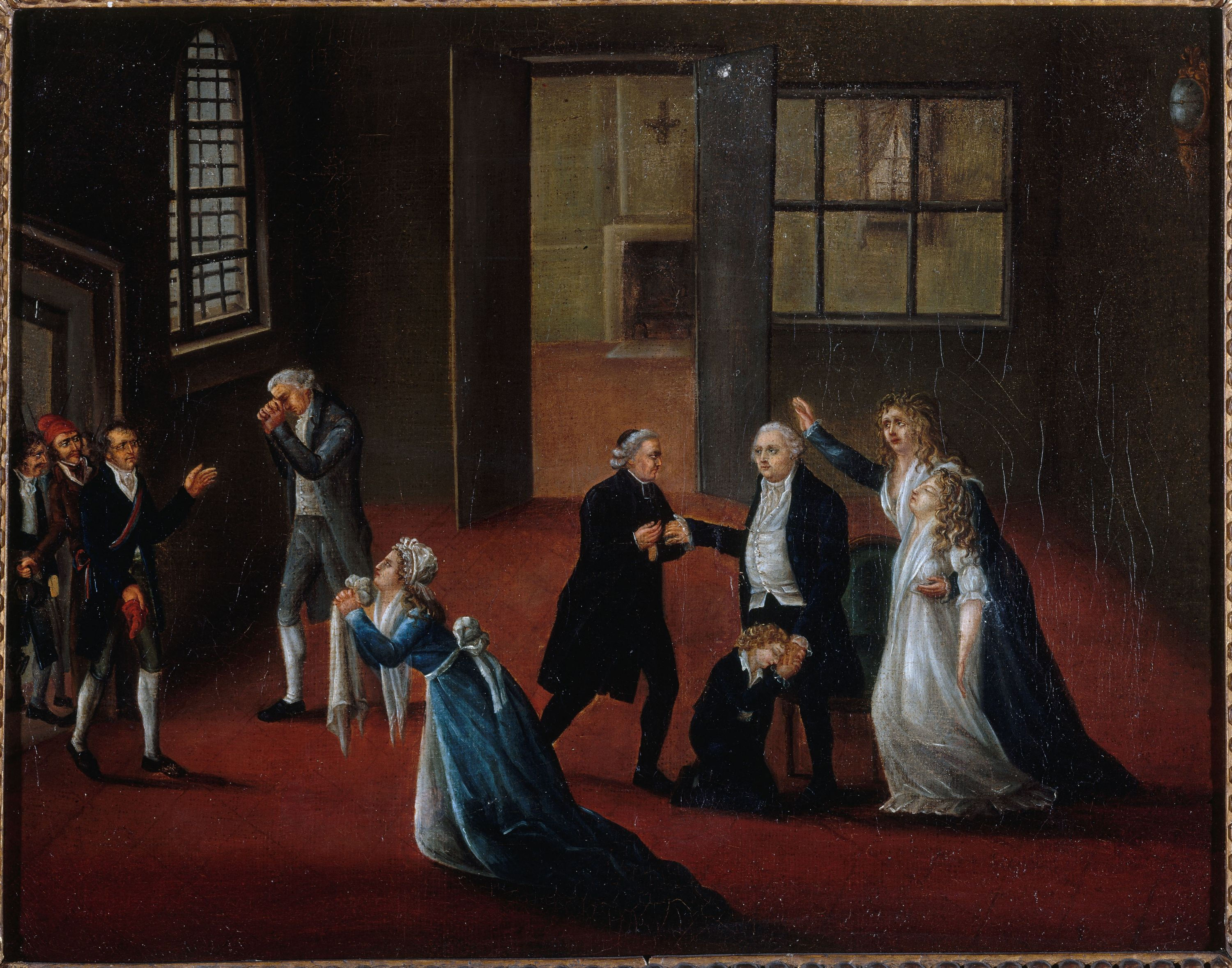
Luigi XVI saluta la sua famiglia prima dell'esecuzione.

Il 21 gennaio 1793 Luigi XVI lascia la Torre del Tempio per salire al patibolo, installato in place de la Révolution.
Il 1º agosto 1793 Maria Antonietta viene trasferita alla Conciergerie .
Il 10 maggio 1794, dopo 21 mesi di permanenza presso la Torre del Tempio, Madame Élisabeth sale a sua volta al patibolo.
L'8 giugno 1795 il piccolo Luigi XVII muore nella Torre del Tempio.
Il 17 dicembre 1795 Maria Teresa di Francia, dopo tre anni di permanenza presso la Torre del Tempio, viene scambiata contro quattro commissari consegnati al nemico da Charles François Dumouriez.

## Distruzione della Torre del Tempio

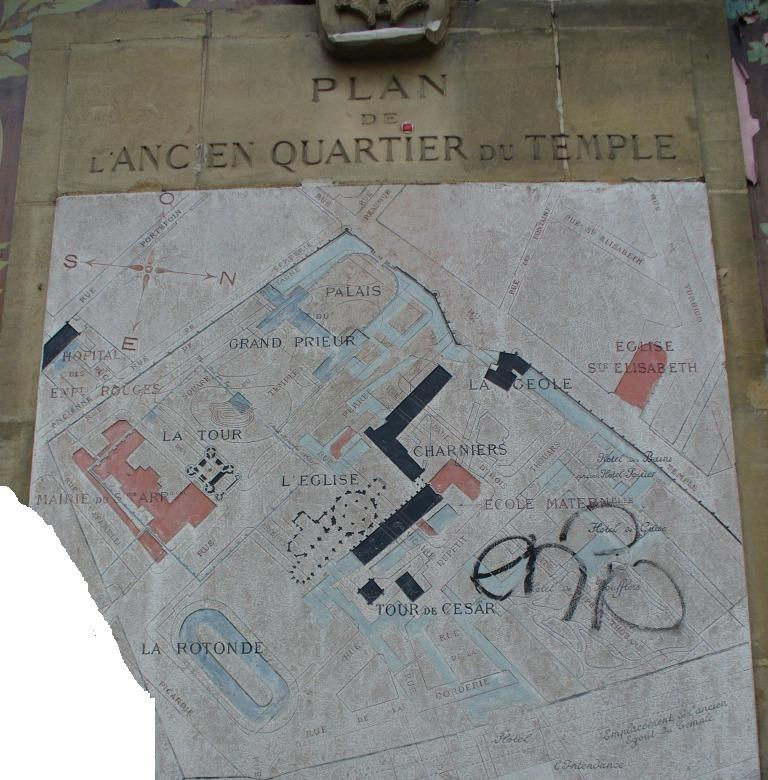
Pianta antica del quartiere del Tempio.

Il Tempio incarnava agli occhi dei realisti il luogo del supplizio della monarchia ed era divenuto meta di pellegrinaggio. Per frenare tale sviluppo Napoleone Bonaparte decise di consegnare la Torre del Tempio ai demolitori nel 1808. Il lavoro di demolizione durò due anni. L'angolo nord del municipio del III arrondissement e la griglia del giardinetto del Tempio furono eretti sulla sede della Torre. Al posto del Palazzo del Gran Priore, nel XIX secolo fu posto il giardinetto del Tempio.
Ad oggi non rimane nulla di questo luogo della "mitologia" rivoluzionaria tranne che una considerevole produzione di immagini che rappresentano le caratteristiche tragiche del luogo.
All'angolo delle vie rue Dupetit-Thouars e rue Gabriel-Vicaire, sulla cinta di una scuola materna sita a fianco della Scuola Superiore della Arti applicate Duperré, è sita una lapide sulla quale è riprodotto la doppia mappa dell'antico palazzo e delle vie attuali, con il municipio in rosso.

## Nella cultura di massa
La prigione del Tempio appare nel romanzo di Patrick O'Brian, Missione sul Baltico. Nel romanzo i protagonisti Aubrey e Maturin vengono scortati, insieme al personaggio secondario di nome Jagiello, all'interno del Tempio in demolizione.

## Immagini posteriori alla distruzione

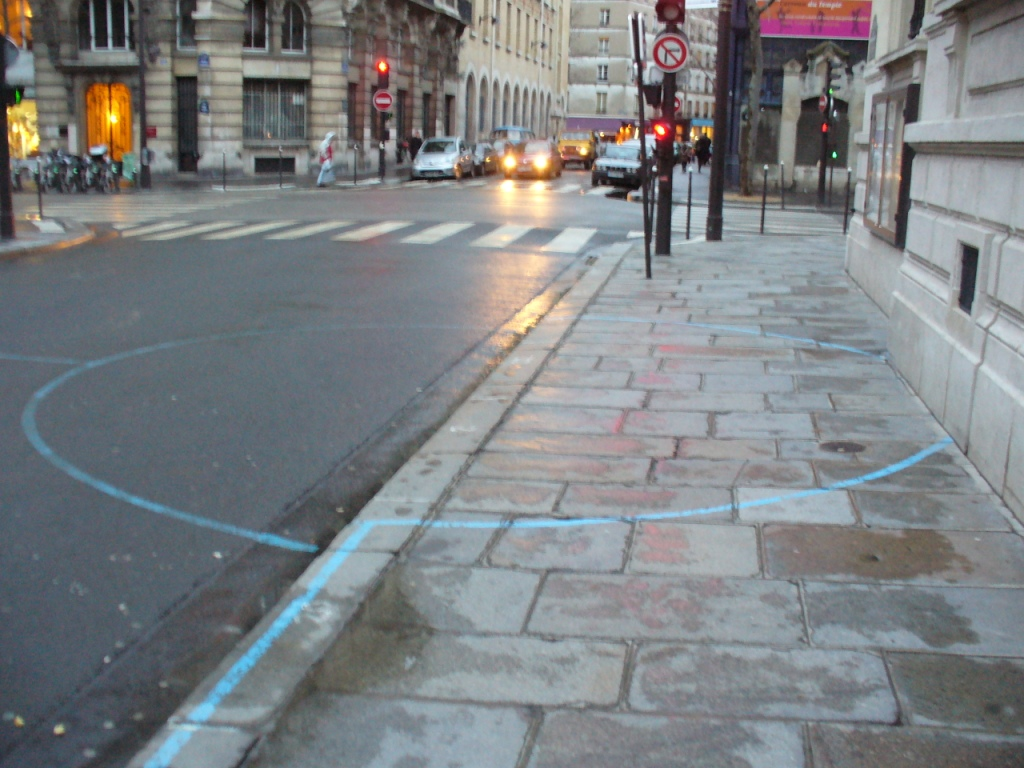
La posizione della torricella della Grande Torre tracciata di fronte al municipio
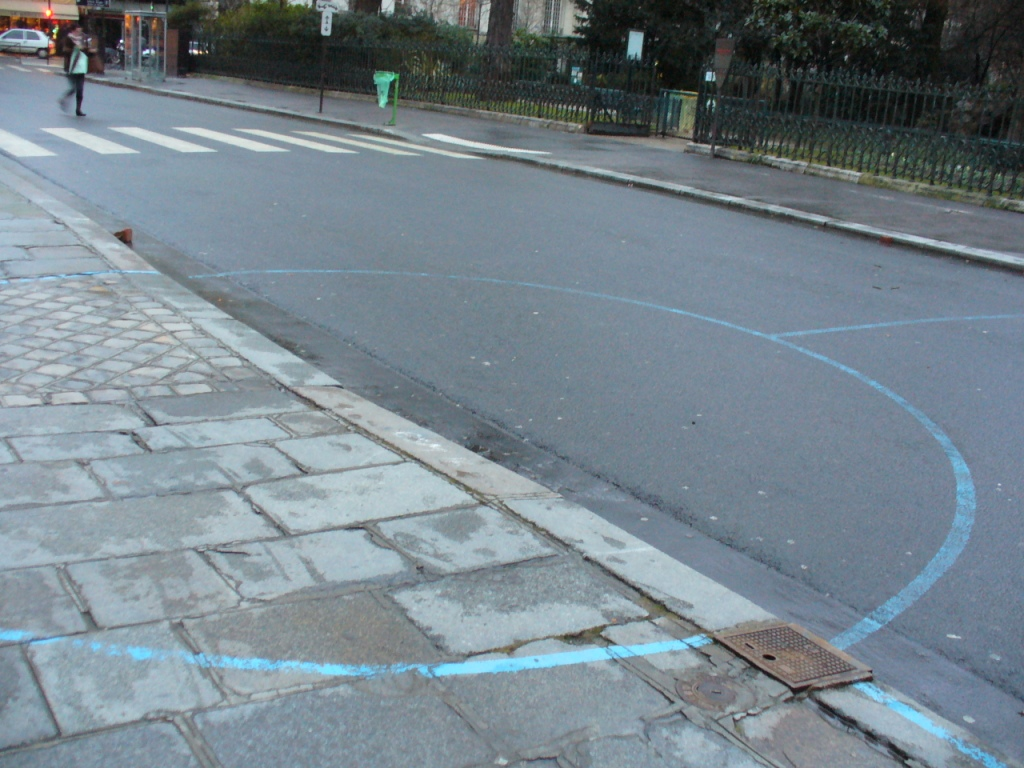
La posizione della torricella della Grande Torre tracciata di fronte al municipio
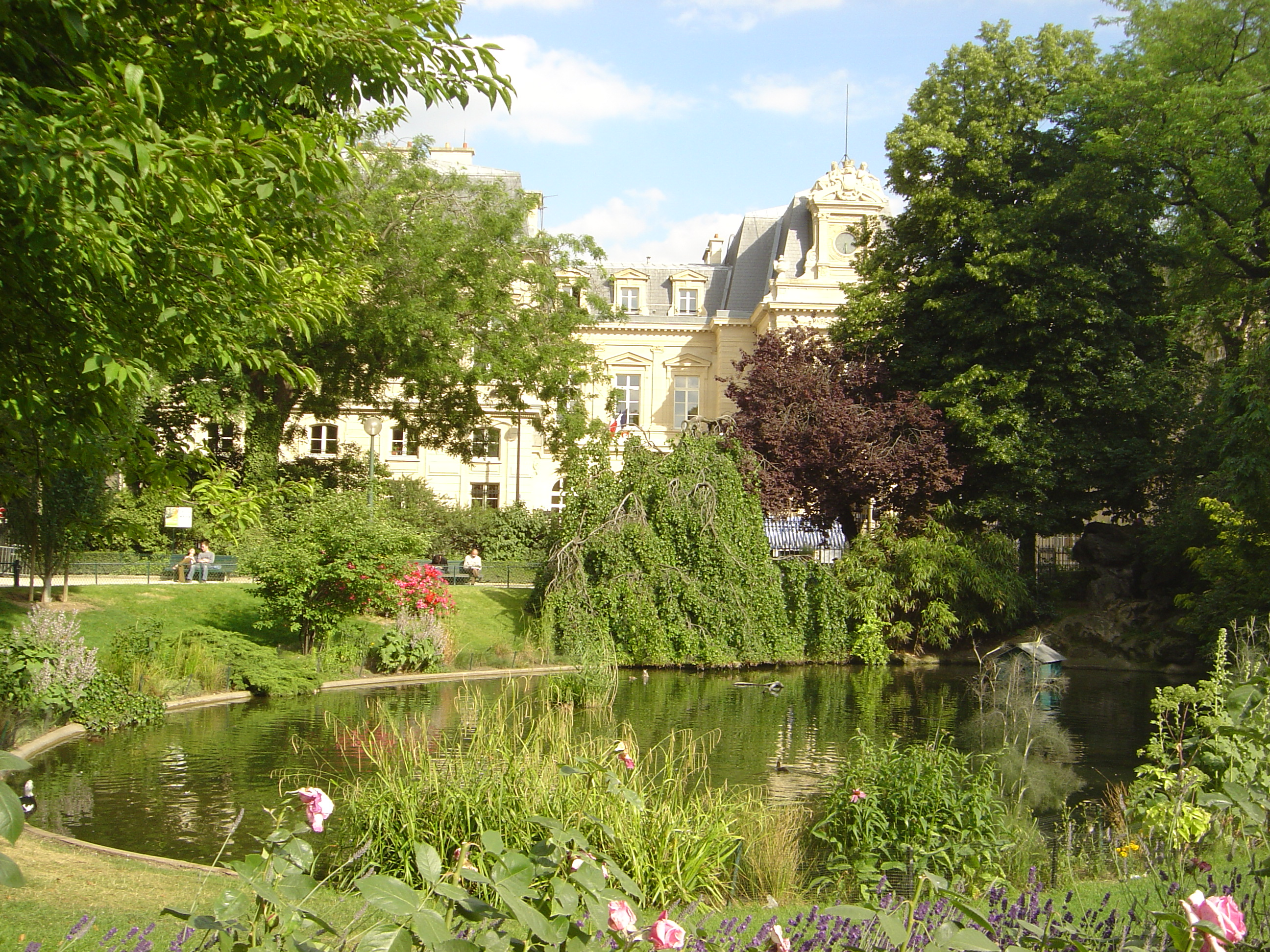
Giardinetto du Temple a Parigi (sullo sfondo il palazzo municipale del 'III arrondissement di Parigi)
Arma della famiglia de Sèze prima del 1817[4]
Arma della famiglia de Sèze dopo il 1817[4]